# ロビン西
ロビン 西（ロビン にし、1966年12月15日 - ）は、日本の男性漫画家。本名：藤崎 仁（ふじさき ひとし）。
代表作は2004年に映画化された『マインド・ゲーム』など。実験的な作風が多く、非常に寡作な作家である。

## 経歴
大阪府東大阪市出身。小学校・中学校・高等学校の同級生にタナカカツキがおり、現在でも交友がある。
高校在学中にデビュー。その後は楳図かずおのアシスタントを勤める傍ら、本名由来の藤崎 ヒトシ名義で作品を発表。「ロビン 西」名義は、成人向け漫画を描いているのを隠すため、昔の友人から拝借した。

## 作品リスト
- 俗物王（1992年 - 1994年、モーニング）※藤崎ヒトシ名義
- マインド・ゲーム（1995年 - 1996年、コミックアレ!）
  - 2014年にフランス語版が発売された。
- ロビン西のゴーゴー初体験 男のドアホウレポート（1996年）
- ポエやん（1997年）
- オムスビゴロニャンスッポンポン（1999年）
- ソウル・フラワー・トレイン（2008年）
  - 2013年に実写映画化。
- ロビン西のぶっ多摩スクープ!!（2008年 - 、西多摩新聞）